# Casco (Wisconsin)
Casco és una població dels Estats Units a l'estat de Wisconsin. Segons el cens del 2000 tenia 1.153 habitants.

## Demografia
Segons el cens del 2000, Casco tenia 572 habitants, 227 habitatges i 162 famílies. La densitat de població era de 394,4 habitants per km².
Dels 227 habitatges en un 34,8% hi vivien nens de menys de 18 anys, en un 60,4% hi vivien parelles casades, en un 7% dones solteres, i en un 28,2% no eren unitats familiars. En el 25,1% dels habitatges hi vivien persones soles el 12,8% de les quals corresponia a persones de 65 anys o més que vivien soles. El nombre mitjà de persones vivint en cada habitatge era de 2,52 i el nombre mitjà de persones que vivien en cada família era de 3,01.
Per edats la població es repartia de la següent manera: un 27,1% tenia menys de 18 anys, un 7,2% entre 18 i 24, un 30,6% entre 25 i 44, un 18,7% de 45 a 60 i un 16,4% 65 anys o més.
L'edat mediana era de 36 anys. Per cada 100 dones de 18 o més anys hi havia 91,3 homes.
La renda mediana per habitatge era de 44.583 $ i la renda mediana per família de 50.000 $. Els homes tenien una renda mediana de 36.029 $ mentre que les dones 24.444 $. La renda per capita de la població era de 18.168 $. Aproximadament el 2,8% de les famílies i el 4% de la població estaven per davall del llindar de pobresa.

## Poblacions més properes
El següent diagrama mostra les poblacions més properes.